# Arcades (Vallbona de les Monges)
Les Arcades són una obra del municipi de Vallbona de les Monges (Urgell) inclosa en l'Inventari del Patrimoni Arquitectònic de Catalunya.

## Descripció
Es tracta d'un conjunt d'arcades que travessen superiorment el carrer Major d'anada cap a l'entrada del monestir de Vallbona de les Monges. Aquests esvelt arcs apuntats són realitzats a base de grans carreus de pedra tallada, en algunes de les pedres encara s'hi conserven senyals de picapedrer. Aquestes arcades testimonien un passat molt grandiloqüent en l'arquitectura cistercenca del monestir de Vallbona.

## Història
El poble anomenava aquest via pública carrer de la Botera, perquè hi havia un arc petit que trencava la sortida cap al pou i la muralla. Aquí hi hagué el "cubar" del qual es conserven dues grans arcades de la nau central i una galeria, amb doble pis amagada en l'interior de les cases d'aquest carrer. La situació típica del celler era molt proper al claustre. Sembla que aquesta peça antigament es trobava coberta per un enteixinat de fusta destinada als grans cellers i graners. Els arcs que ens manquen foren destruïts pel bel·licós Francesc Virgili (1604-1626), bisbe de Lleida, en el plet de la clausura seguit contra el monestir. Aquesta construcció pertany al segle xv.